# ماریلا رودوویچ

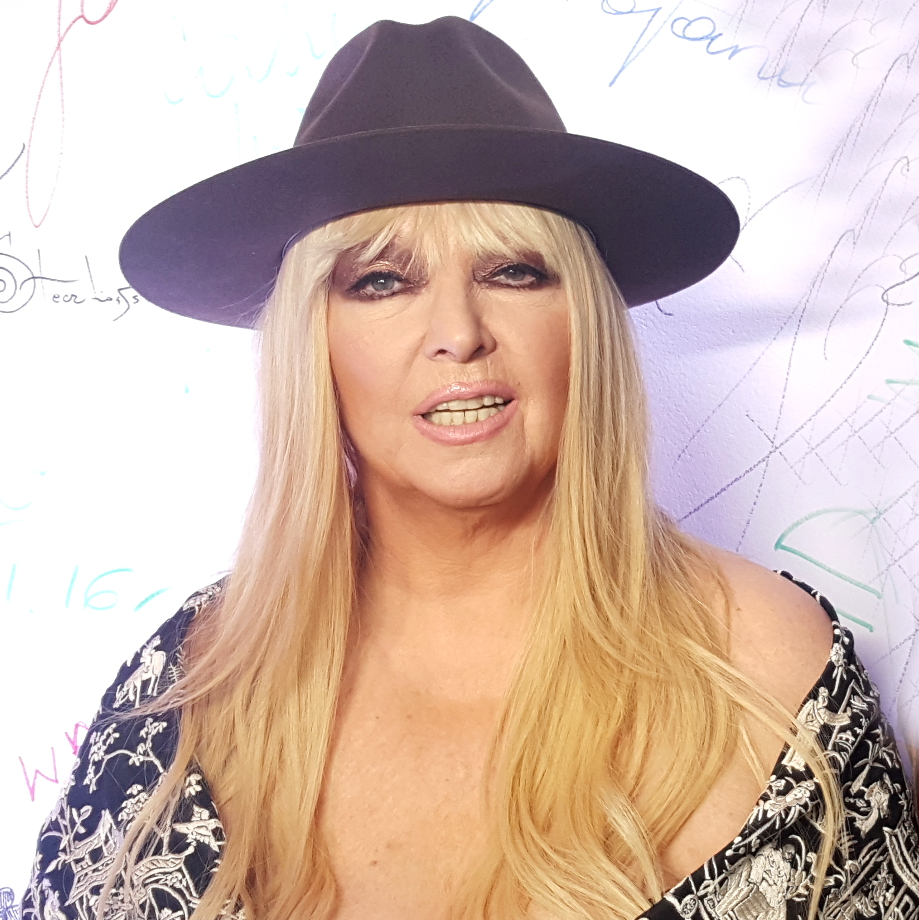

ماریا آنتونینا رودوویچ (لهستانی: Maria Antonina Rodowicz؛  زادهٔ ۸ دسامبر ۱۹۴۵) معروف به ماریلا رودوویچ (لهستانی: Maryla Rodowicz؛ ‏ [maˈrɨla rɔˈdɔvit͡ʂ])، خواننده، گیتاریست و بازیگر لهستانی است.
از فیلم‌ها یا مجموعه‌های تلویزیونی که وی در آن‌ها نقش داشته‌است، می‌توان به خانواده جایگزین و سرگذشت استاد تواردوفسکی اشاره نمود.

## ترانه شناسی
- ۱۹۷۰ - Żyj mój świecie (دنیای من را زندگی کن)
- ۱۹۷۲ - Wyznanie (اعتراف)
- ۱۹۷۲ - Maryla Rodowiczová (چکسلواکی)
- ۱۹۷۴ - Rok (سال)
- ۱۹۷۴ - Maryla Rodowicz (آلمان شرقی)
- ۱۹۷۶ - Sing-Sing (آواز بخوان)
- ۱۹۷۸ - Wsiąść do pociągu (سوار قطار شو)
- ۱۹۷۹ - Cyrk nocą (سیرک در شب)
- ۱۹۸۱ - Święty spokój (آرامش خاطر)
- ۱۹۸۳ - Марыля Родович (مارلا رودوویچ، شوروی)
- ۱۹۸۴ - Był sobie król (یک پادشاهی بود)
- ۱۹۸۶ - Gejsza nocy (گیشای شب)
- ۱۹۸۷ - Polska Madonna (مدونای لهستانی)
- ۱۹۹۱ - Full (کامل)
- ۱۹۹۱ - Absolutnie nic (کاملاً هیچ)
- ۱۹۹۴ - Marysia Biesiadna
- ۱۹۹۵ - Złota Maryla (ماریلای طلایی)
- ۱۹۹۷ - Tribute to Agnieszka Osiecka. Łatwopalni (ادای احترام به اگنی‌یشکا اُشی‌یِتسکا واتوُپالنی)
- ۱۹۹۸ - Przed zakrętem (پیش از خمیدگی)
- ۱۹۹۹ - Karnawał 2000 (کارناوال ۲۰۰۰)
- ۲۰۰۰ - Niebieska Maryla (ماریلای آبی، آلبوم زنده)
- ۲۰۰۱ - 12 najpiękniejszych kolęd (۱۲ تا از زیباترین ترانه های کریسمسی، آلبوم کریسمس)
- ۲۰۰۲ - Życie ładna rzecz (زندگی چیز خوبی هست)
- ۲۰۰۴ - Maryla i przyjaciele (ماریلا و دوستان)
- ۲۰۰۳ - Největší hity (بهترین آهنگ های محبوب، جمهوری چک)
- ۲۰۰۵ - Kochać (عشق)
- ۲۰۰۸ - Jest cudnie (این فوق‌العاده است)
- ۲۰۱۰ - 50
- ۲۰۱۱ - Buty 2 (کفش ها ۲)
- ۲۰۱۷ - ...Ach świecie (هی دنیا ...)

## فیلم شناسی
منابع:

### فیلم ها
| سال  | عنوان                            | نقش                   | توضیحات                   |
| ---- | -------------------------------- | --------------------- | ------------------------- |
| ۱۹۶۸ | سورتمه سواری                     | خودش                  |                           |
| ۱۹۷۰ | کوچک                             | خودش                  |                           |
| ۱۹۷۷ | قلاب                             | خودش                  |                           |
| ۱۹۸۰ | قیطان طلاکاری شده                | خودش                  | شوی تلویزیونی             |
| ۱۹۸۸ | آقای کلکس در فضا                 | لینلا کارملو دو بازار |                           |
| ۱۹۹۵ | سرگذشت استاد تواردوفسکی          | اَگنیِشکا               |                           |
| ۱۹۹۶ | ماریلا                           | خودش                  | فیلم مستند                |
| ۲۰۰۹ | داستان واقعی گربهٔ چکمه پوش       | ملکه                  | دوبله شده به زبان لهستانی |
| ۲۰۲۱ | ماریلا. من تو را خیلی دوست داشتم | خودش                  | فیلم مستند                |

### سریال ها
| سال       | عنوان                | نقش     | توضیحات                                             |
| --------- | -------------------- | ------- | --------------------------------------------------- |
| ۱۹۹۹-۲۰۰۹ | خانوادهٔ جایگزین      | اورشولا | ۹۸ قسمت                                             |
| ۱۹۹۹      | طایفه                | خودش    | قسمت ۲۹۱                                            |
| ۲۰۰۹      | پرستار کودک          | خودش    | قسمت «قرار اول»                                     |
| ۲۰۱۱      | باب‌اسفنجی شلوار‌مکعبی | جادوگر  | فصل هفتم، قسمت ۱۴۱ «نفرینِ هکس» دوبله شده به لهستانی |